# هزمة (حجة)

تعديل مصدري - تعديل

هزمة هي إحدى قرى عزلة النفيش بمديرية حجة التابعة لمحافظة حجة، بلغ تعداد سكانها 195 نسمة حسب تعداد اليمن لعام 2004.